# Chalkanoras Idaliou
El Chalkanoras Idaliou (en griego: Χαλκάνορας Ιδαλίου) es un equipo de fútbol de Chipre que juega en la Tercera División de Chipre, la tercera categoría de fútbol en el país.

## Historia
Fue fundado en el año 1948 en la ciudad de Dali en Nicosia y en su historia han participado en la mayoría de temporadas en la Tercera División de Chipre.
Su mejor época ha sido a finales de la década de los años 1970s, en donde el club jugó dos temporadas no consecutivas en la Primera División de Chipre, en donde contabiliza al menos 60 partidos disputados, aunque más de la mitad de ellos han sido derrota y acumula más de 100 goles en contra en la máxima categoría.

## Palmarés
- Cypriot Second Division: 1

1975–76
- Cypriot Third Division: 2

1998–99, 2009–10
- Cypriot Cup for lower divisions: 1

2009–10